# Municipio de Sugar Creek (condado de Tuscarawas)
El municipio de Sugar Creek (en inglés: Sugar Creek Township) es un municipio ubicado en el condado de Tuscarawas en el estado estadounidense de Ohio. En el año 2010 tenía una población de 4194 habitantes y una densidad poblacional de 69,26 personas por km².

## Geografía
El municipio de Sugar Creek se encuentra ubicado en las coordenadas 40°31′11″N 81°37′8″O / 40.51972, -81.61889. Según la Oficina del Censo de los Estados Unidos, el municipio tiene una superficie total de 60.55 km², de la cual 60,55 km² corresponden a tierra firme y (0 %) 0 km² es agua.

## Demografía
Según el censo de 2010, había 4194 personas residiendo en el municipio de Sugar Creek. La densidad de población era de 69,26 hab./km². De los 4194 habitantes, el municipio de Sugar Creek estaba compuesto por el 97,93 % blancos, el 0,19 % eran afroamericanos, el 0,07 % eran amerindios, el 0,14 % eran asiáticos, el 0,5 % eran de otras razas y el 1,17 % eran de una mezcla de razas. Del total de la población el 0,98 % eran hispanos o latinos de cualquier raza.